# ليكس هدسون
ليكس هدسون هو لاعب هوكي الجليد كندي، ولد في 31 ديسمبر 1955 في وينيبيغ في كندا.

## وصلات خارجية
- ليكس هدسون على موقع دوري الهوكي الوطني (الإنجليزية)
- ليكس هدسون على موقع EliteProspects.com (الإنجليزية)
- ليكس هدسون على موقع HockeyDB.com (الإنجليزية)
- ليكس هدسون على موقع Hockey-Reference.com (الإنجليزية)